# Гельмут Райтель
Гельмут Райтель (нім. Helmuth Raithel; 9 квітня 1907, Інгольштадт — 12 вересня 1990) — німецький офіцер, штандартенфюрер СС. Кавалер Німецького хреста в золоті.

## Біографія
В жовтні 1926 року вступив в навчальний батальйон 19-го піхотного полку. З жовтня 1930 року — командир 2-ї роти 3-го гірського батальйону 19-го піхотного полку. В 1935 році закінчив курс училища зв'язку і був відряджений офіцером зв'язку в 100-й гірський полк. З 1 листопада 1937 року — командир роти, з 1 квітня 1938 року — ад'ютант 99-го гірського полку. В січні 1939 року відправлений на курси в училище в Вюнсдорфі, а листопаді призначений керівником курсу гірського училища. З 15 серпня 1940 року — командир 2-го батальйону 143-го гірського полку, який з 1941 року дислокувався в Північній Фінляндії. З 1 серпня 1942 року — в резерві ОКГ, з жовтня — на викладацькій роботі. В серпні-жовтні 1943 року — командир 746-го гренадерського полку. 1 грудня 1943 року переведений у війська СС і вступив в СС (посвідчення №470 211), командир 28- гірського полку військ СС (хорватського №2) 13-ї гірської дивізії військ СС «Ханджар». Членом НСДАП ніколи не був. З 6 червня 1944 року — командир 23-ї гірської дивізії військ СС «Кама». 28 вересня поранений і відправлений в лазарет. З 12 грудня — командир 11-го гірського полку СС «Райнгард Гейдріх» 6-ї гірської дивізії СС «Норд». В травні 1945 року здався союзникам.

## Звання
- Фанен-юнкер-стрілець (1 квітня 1926)
- Фанен-юнкер-єфрейтор (1 липня 1927)
- Фанен-юнкер-унтерофіцер (1 жовтня 1927)
- Фенріх (серпень 1928)
- Обер-фенріх (серпень 1929)
- Лейтенант (1 червня 1930)
- Оберлейтенант (1 липня 1932)
- Гауптман (1 квітня 1937)
- Майор (1 листопада 1941)
- Оберстлейтенант (1 жовтня 1943)
- Оберштурмбаннфюрер резерву СС (1 грудня 1943)
- Штандартенфюрер резерву СС (2 квітня 1944)

## Нагороди
- Орден крові
- Медаль «За вислугу років у Вермахті» 4-го і 3-го класу (12 років)
- Німецький Олімпійський знак 2-го класу
- Медаль «У пам'ять 13 березня 1938 року»
- Медаль «У пам'ять 1 жовтня 1938»
- Німецька імперська відзнака за фізичну підготовку в сріблі
- Залізний хрест
  - 2-го класу (25 вересня 1939)
  - 1-го класу (26 квітня 1941)
- Німецький хрест в золоті (31 січня 1942)
- Хрест Воєнних заслуг 2-го класу з мечами
- Медаль «За зимову кампанію на Сході 1941/42» (9 січня 1943)
- Нарукавна стрічка «Крит» (3 квітня 1943)
- Штурмовий піхотний знак в сріблі (22 травня 1943)
- Орден «За хоробрість» 4-го ступеня, 1-й клас (Третє Болгарське царство)